# Glass Animals
Glass Animals est un groupe britannique, formé à Oxford (Angleterre) en 2010.
Il est dirigé par l'auteur-compositeur-interprète Dave Bayley et est composé de ses amis d'enfance à la composition musicale, Drew MacFarlane, Edmund Irwin-Singer et Joe Seaward.
Leur premier album, Zaba, sort le 6 juin 2014, suivi de leur deuxième album, How to Be a Human Being, est dévoilé le 26 août 2016 et reçoit un bon accueil et les mène à programmer des tournées internationales et à prendre part à de grands festivals de musique tels que Coachella, Bonnaroo et Lollapalooza.
Dave Bayley avait l'intention de devenir médecin avant que Paul Epworth ne l'ait vu jouer avec son groupe de musique à Londres. Après cette découverte, sept millions de personnes ont écouté Zaba, le premier album du groupe, sur Spotify en 2015. Les chansons Gooey, Black Mambo et Toes de cet album sont les plus populaires sur Apple Music. Une édition deluxe de l'album est sortie en août 2015. Le groupe fait des tournées dans le monde entier. Dans l'année 2015, Glass Animals a joué en concert plus de 130 fois, dont plusieurs étaient complets.
Le 16 mai 2016, le groupe sort le single Life Itself de son deuxième album How to Be a Human Being, lui-même publié le 26 août 2016. Le 25 juillet 2016, le deuxième single de cet album, Youth, est sorti. Quatre jours avant la sortie de l'album, le troisième single est sorti, Season 2 Episode 3.

## Biographie

### Zabaet divers EP (2012–2015)
Les membres Bayley, Seaward, MacFarlane et Irwin-Singer sont amis depuis l'école secondaire d'Oxford. Dave Bayley et Drew Macfarlane sont nés aux États-Unis, et formé Glass Animals en 2010 pendant leur temps à l'université. Ils jouent en live à la Jericho Tavern d'Oxford le 9 avril 2010 avec Chapel Club. Leur début à la radio se fait au BBC Introducing in Oxford en juin la même année, où ils jouent Slikk Furr. Le groupe publie son premier EP, Leaflings, le 28 mai 2012, qui comprend le single Cocoa Hooves. Il est publié au label indépendant Kaya Kaya Records, une branche de XL Recordings (qui fait partie des labels de Beggars Group). Le chanteur et guitariste Dave Bayley étudiera à l'école de médecine London King's College mais quitte ses études, après que le producteur d'Adele, Paul Epworth, a aperçu Glass Animals lors d'un concert à Londres et l'a signé au label Wolf Tone.
En 2013, le groupe sort un autre single, intitulé Black Mambo. Il apparait dans le deuxième EP homonyme des Glass Animals, qui est publié le 12 novembre 2013. « Concrètement, on ne savait rien sur l'industrie musicale et du monde. On essayait juste de savoir qui on était, de voir si ça collait bien », explique le chanteur Dave Bayley concernant la période du groupe entre l'enregistrement de Black Mambo et de leur premier album. L'EP Glass Animals fait aussi participer Jean Deaux, un adolescent hip-hop originaire de Chicago sur le morceau Woozy.
L'année suivante, le groupe sort trois autres singles : Pools, Gooey, et Hazey, pour un court EP remix de Gooey qui comprend le morceau Holiest, une collaboration avec le chanteur indie pop argentin et producteur Tei Shi. Les cinq singles (Cocoa Hooves, Black Mambo, Pools, Gooey, et Hazey) sont inclus dans leur premier album, Zaba (stylisé ZABA), qui est publié le 6 juin 2014. L'album est généralement bien accueilli par la presse spécialisée, et recueille plus de sept millions d'écoutes sur Spotify l'année suivante, Gooey, Black Mambo, et Toes devenant les plus écoutés, issus de l'album sur Apple Music. Deux versions deluxe de Zaba sont publiées en août 2015.
Le groupe joue le single Gooey au Late Night with Seth Meyers en 2014, et encore une fois au Late Show avec David Letterman.

### How to Be a Human Being(2016 - 2018)
Le 16 mai 2016, le groupe publie le premier single, Life Itself, issu de leur second album, How to Be a Human Being. Life Itself atteint la 14e place des Billboard Alternative Songs et passe 26 semaines au Sirius XM's Alt-18 chart, à la première place. Dave Bayley explique que le morceau « parle d'un mec obsédé par la science-fiction, qui passe la plupart de son temps à inventer des trucs bizarres et à écrire des histoires de pistolets à rayon laser ou à chercher des aliens sur Google Maps. » Un clip du morceau est tourné et publié le 6 juin 2016.
Le 25 juillet, un deuxième single issu de l'album, Youth, est publié et accompagné de son clip. Le morceau parle supposément d'une histoire qu'a raconté une étrangère au groupe sur son fils. Dave Bayley explique que le mélange de joie, de tristesse et de nostalgie dans le morceau « c'est comme si ça me rongeait le cœur, mais d'une manière optimiste... ce mélange d'émotions c'est ce qui fait cette chanson. »
Quatre jours avant la sortie de l'album, le 22 août, le groupe publie un troisième single, Season 2 Episode 3, qui parle d'une fille qui « passe ses journées entières devant la télé, à ne rien faire, défoncée, et à manger de la mayonnaise directement dans le pot. » Il comprend le sample d'un beat issu de I Live Above the Hobby Shop de McFabulous. Le morceau est utilisé pour la publicité Shot on iPhone by Linda H. d'Apple's.
Après une performance au Late Late Show, Glass Animals visitent le Laneway Festival dans six différentes villes (Singapour, Sydney, et Auckland notamment). En tournée en Australie, leur trois singles issus de How to Be a Human Being — Youth, Life Itself, et Season 2 Episode 3, respectivement — atteignent les 38e, 63e et 98e place du Triple J's Hottest 100. Le chanteur des Glass Animals, Dave Bayley, collabore aussi avec le musicien et producteur Flume sur un morceau intitulé Fantastic
Le 7 mars 2017, Glass Animals publie un clip du morceau Pork Soda issu de How to Be a Human Being.

### Dreamland(depuis 2020)
Le 1er mai 2020, le groupe publie le single Dreamland, et annonce la sortie de l'album éponyme pour le 7 août 2020. L'album inclut aussi Heat Waves, leur plus gros succès, qui est une réussite imminente.

## Membres
- Dave Bayley — chant, guitare, clavier, tambourin (depuis 2010)
- Drew MacFarlane — guitare, clavier, chœurs (depuis 2010)
- Edmund Irwin-Singer — basse, clavier, chœurs (depuis 2010)
- Joe Seaward — batterie, percussion (depuis 2010)

## Discographie

### Singles
- 2012 : Cocoa Hooves
- 2013 : Psylla
- 2013 : Black Mambo
- 2014 : Pools
- 2014 : Gooey
- 2014 : Hazey
- 2015 : Lose Control (featuring Joey Bada$$)
- 2016 : Life Itself
- 2016 : Youth
- 2016 : Season 2 Episode 3
- 2017 : Pork Soda
- 2017 : Agnes
- 2019 : Tokyo Drifting (featuring Denzel Curry)
- 2020 : Your Love (Déjà Vu)
- 2020 : Dreamland
- 2020 : Heat Waves
- 2020 : It's All So Incredibly Loud
- 2020 : Tangerine (featuring Arlo Parks)
- 2021 : I Don't Wanna Talk (I Just Wanna Dance)
- 2025 : Vampire Bat